# Calzedonia Ocean Girls
Calzedonia Ocean Girls è un reality show andato in onda nel 2014 in prima serata su Sky Uno e in chiaro su Cielo. Il programma è stato condotto da Simone Annicchiarico.

## Il programma
Si tratta di un reality show in cui 10 ragazze si sfidano in sfide sportive come per esempio: immersioni a 20 metri di profondità, arrampicata hard trekking, 30 Km di corsa, 10 Km di nuoto e altre.
Le varie prove a cui le ragazze vengono sottoposte sono valutate da una giuria di campioni sportivi. Il reality viene svolto nelle Isole Canarie.
Il reality è stato realizzato con FremantleMedia ed è stato voluto da Calzedonia.
A seguire nel percorso le ragazze ci sono dei campioni internazionali quali: Tanya Streeter (apnea), Anna Bader (tuffi), Gisela Pulido (kitesurf), Lea Peterson (motocycle stunt-woman), Andrew Cotton (surf) e Roberta Mancino (paracadutismo).

## Le concorrenti
Selezionate tra oltre 2000 ragazze, hanno un'età compresa tra i 20 e i 40 anni e sono:
- Rachele Fogar (22 anni, Milano)
- Eva Roqueta Vita (30 anni, Spagna)
- Giorgia Arosio (21 anni, Milano)
- Sara Cardillo (31 anni, Benevento)
- Simona Sassone (39 anni, Melfi)
- Barbora Vesela (28 anni, Praga)
- Jessica De Vincenzi (27 anni, Sant'Angelo Romano)
- Simona Pastore (29 anni, Catania)
- Ludovica Loda (20 anni, Gardone Val Trompia)
- Elisaveta "Lisa" Migatcheva (24 anni, Kazan' - Russia)